# Valdelacasa de Tajo
Valdelacasa de Tajo è un comune spagnolo di 493 abitanti situato nella comunità autonoma dell'Estremadura.